# Савельєв Ігор Володимирович
Ігор Володимирович Савельєв (нар. 18 вересня 1962, Казань, Татарська АРСР, Російська РФСР) — український і радянський футболіст, захисник або півзахисник.

## Спортивна кар'єра
Виріс у Казані. Першим тренером був батько, колишній гравець команди «Крила Рад» (Куйбишев). Футбольну майстерність продовжував відшліфовувати у групі підготовки місцевого «Рубіна». Вдало виступив на всесоюзному юнацькому турнірі «Переправа» і отримав запрошення від селікціонера київського «Динамо» Анатолія Сучкова. Також, молодим спортсменом цікавилися одеський «Чорноморець» і московське «Торпедо», але Савельєв пішов шляхом, який раніше подолав Віктор Колотов.
У сезоні-82 став чемпіоном СРСР серед дублерів, його партнерами того року були Михайличенко, Пасічний, Коман, Рац, Каратаєв, Олефіренко, Махиня, Яковенко та ін. За основний склад дебютував 3 травня 1983 року. Матч проти мінських одноклубників завершився нульовою нічиєю. Всього за київське «Динамо» провів вісім матчів. Через занадто жорску конкуренцію і декілька епізодів порушення спортивної дисципліни не зміг закріпитися в основі клубу і наступного сезону захищав кольори сімферопольської «Таврії».
Найкращим періодом його ігрової кар'єри був час, коли він виступав за одеський «Чорноморець». Перший матч зіграв у чемпіонаті з донецьким «Шахтарем», в середині другого тайму замінив Валентина Ковача. Учасник легендарних матчів проти бременського «Вердера» (2:1 і 2:3). У другій грі отримав червону картку і, згідно регламенту, не грав у наступному раунді проти мадридського «Реала». 1987 року отримав важку травму колінного суглоба, вісім місяців тривала реабілітація. 
Єдиною пропозицією, на той час, була від Ахмеда Алескерова, який очолював кишиневське «Ністру». Своєю грою вніс вагомий внесок у перемогу команди зі столиці Молдавії в п'ятій зоні другої ліги і здобуття путівки до першої ліги.
1990 року Віктор Прокопенко знову покликав Ігоря Савельєва до Одеси. Того сезону «моряки» стали володарями кубка Федерації, у вирішальному матчі переграли дніпропетровський «Дніпро» з рахунком 2:0 (відзначилися Спіцин і Гецко). В останньому чемпіонаті СРСР одесити, до останнього, боролися за бронзові медалі, але в підсумку поступилися московському «Торпедо» лише за різницею забитих і пропущених м'ячів.
У 90-ті роки виступав за команди з Угорщини, Молдови, Бельгії, Фінляндії, Швеції і Азербайджану. Завершив ігрову кар'єру і розпочав тренерську у складі іллічівського «Портовика». 1998 року був граючим тренером, а з наступного сезону очолив колектив. Працював з одеської командою «Сонячна долина» (2004—2007). З 2007 року — директор спортивної школи «Олімпік» (Іллічівськ).

## Статистика
Статистика виступів в елітних дивізіонах національних чемпіонатів:
| Команда               | Сезон             | Ігри | Голи |
| --------------------- | ----------------- | ---- | ---- |
| «Динамо» (Київ)       | 1983              | 8    | 0    |
| «Чорноморець» (Одеса) | 1985              | 26   | 1    |
| «Чорноморець» (Одеса) | 1986              | 7    | 0    |
| «Чорноморець» (Одеса) | 1990              | 8    | 1    |
| «Чорноморець» (Одеса) | 1991              | 28   | 3    |
| БВСК (Будапешт)       | 1991/92           | 4    | 0    |
| «Буджак» (Комрат)     | 1992/93           | 6    | 0    |
| «Оулу»                | 1994              | 25   | 3    |
| «Нефтчі» (Баку)       | 1998/99           | 1    | 0    |
| Усього за кар'єру     | Усього за кар'єру | 113  | 8    |

Статистика виступів у єврокубках:
| №1 18.09.1985 Кубок УЄФА |

| «Чорноморець»            | 2 — 1 | «Вердер» |
| ------------------------ | ----- | -------- |
| Юрченко 13' Щербаков 42' | Звіт  | Маєр 48' |

| Центральний стадіон ЧМП (Одеса) Глядачів: 40 900 |

«Ч»: Гришко, Романчук, Ковач, Іщак, Плоскина, Савельєв (Шарій), Спіцин, Щербаков, Пасулько, Юрченко (Жарков), Морозов. Тренер: Прокопенко.
«В»: Бурденскі, Шааф, Окудера, Кутцоп, Пеццай, Рулендер, Сідка, Вотава, Феллер, Нойбарт, Маєр. Тренер: Рехагель.
| №2 02.10.1985 Кубок УЄФА |

| «Вердер»                          | 3 — 2 | «Чорноморець»            |
| --------------------------------- | ----- | ------------------------ |
| Кутцоп 10' Пеццай 49' Нойбарт 73' | Звіт  | Пасулько 25' Морозов 47' |

| «Везерштадіон» (Бремен) Глядачів: 42 000 |

«В»: Бурденскі, Шааф (Новушат), Окудера, Кутцоп, Пеццай, Рулендер, Сідка, Вотава, Орденевітц, Нойбарт, Маєр. Тренер: Рехагель.
«Ч»: Гришко, Романчук, Ковач, Іщак, Плоскина, Савельєв, Спіцин, Щербаков, Пасулько, Юрченко (Наконечний), Морозов. Тренер: Прокопенко.
| №3 07.11.1990 Кубок УЄФА |

| «Монако» | 1 — 0 | «Чорноморець» |
| -------- | ----- | ------------- |
| Веа 15'  | Звіт  |               |

| «Стадіон Луї II» (Фонтвілль) Глядачів: 5 000 |

«М»: Етторі, Валері, Сонор, Петі, Менді, Діб, Барруш, Созе, Веа (Клеман), Діас (Біжота), Пассі. Тренер: Венгер.
«Ч»: Гришко, Никифоров, Шелепницький, Іщак (Куліш), Третяк, Спіцин, Цимбалар, Гецко, Телесненко, Гусєв (Королянчук), Савельєв. Тренер: Прокопенко.